# Meter
Meter i poesin, se versmått. Produktionsbolaget, se Meter Film & Television
Meter är SI-enheten för längd. En meter är sedan 1983 formellt definierad som längden av den sträcka som ljuset tillryggalägger i absolut vakuum under tiden 1/299 792 458 sekund. För att bilda längre eller kortare längdenheter används SI-prefix, som ger till exempel 1 millimeter (0,001 m). Ordet meter kommer av det grekiska ordet metron vilket betyder mått.

## Historik

Metern var ursprungligen tänkt som ett naturmått, motsvarande 1/40 000 000 av jordens omkrets. Den skapades efter franska revolutionen på 1790-talet och var då definierad som 1/10 000 000 av sträckan från nordpolen till ekvatorn längs Paris-meridianen. 1792 skickades två franska astronomer (Pierre Méchain och Jean-Baptiste Joseph Delambre) ut för att genom gradmätning mäta avståndet mellan Dunkerque och Barcelona vilket sedan skulle användas för att mer exakt räkna ut avståndet nordpolen–ekvatorn. Utifrån mätningarna skapades en arkivmeter som användes för att definiera meterns längd. Arkivmetern var en rak stång av platina där metermåttet var avståndet mellan stångens ändar. Gradmätningarna visade sig senare inte vara tillräckligt exakta (avståndet är 10 002 290 m), men ändå fortsatte arkivmetern att användas som meterdefinition. Den är ungefär 0,2 mm kortare än 1/10 000 000 av pol–ekvator-avståndet.
Metersystemet, måttsystemet där metern ingår, spreds från Frankrike över världen och infördes i Sverige som legalt mått från 1879. Äldre mått fick övergångsvis användas till 1888.
I och med undertecknandet av meterkonventionen 20 maj 1875 upprättades Internationella byrån för mått och vikt i Parisförorten Sèvres. Byrån skapade 1889 en ny arkivmeter, en stav av en legering av platina och iridium. Ett antal arkivmetrar tillverkades och fördelades mellan konventionens undertecknarländer. Sverige representerades vid mötet av Robert Thalén.
Under åren 1960–1983 var metern definierad med hjälp av en viss våglängd i kryptonatomens spektrum.
Numera realiseras metern med hjälp av lasrar, som i Sveriges fall finns på riksmätplatsen för längd i Borås. Eftersom metern är knuten till en naturkonstant finns inte längre någon "världsnormal", utan olika länders realiseringar kontrolleras genom att man gör jämförelsemätningar mellan dem.

## Användning tillsammans med prefix
Eftersom metern är en del av SI kan den förses med SI-prefix för att på ett praktiskt sätt beskriva olika storleksordningar av längd.

### Megameter och större
Dessa enheter används knappast eftersom avstånd på jordklotet inte gör dem nödvändiga. Avståndet till andra sidan jordklotet är till exempel runt 20 000 kilometer. Inom astronomi används andra enheter, eller inom solsystemet miljoner km.

### Kilometer
Kilometer är beteckningen för 1 000 meter och förkortas "km". Längdenheten används ofta för att beskriva avstånd för gående, cyklande, bilister med flera. Här kan också längdenheten mil användas, ehuru den inte är en SI-enhet. 1 mil motsvarar nu för tiden i Sverige 10 kilometer. (1 gammal svensk mil är något längre, och definierades som 18 000 alnar, cirka 10 700 m).
En kvadratkilometer är 100 hektar.

### Hektometer
Hektometer är beteckningen för hundra meter och förkortas "hm". Längdenheten användes tidigare i militära sammanhang bland annat, för att med "lagom" stora tal, kunna ange skjutavstånd för artilleriet.

### Decimeter
Decimeter är beteckningen för en tiondels meter och förkortas "dm". Längdenheten används för att beskriva vardagsnära saker, exempelvis möbler.
- 10 decimeter = 1 meter
- 1 decimeter = 10 centimeter
- 1 decimeter3 = 1 liter

### Centimeter
Centimeter är beteckningen för en hundradels meter och förkortas "cm". Längdenheten används i ungefär samma sammanhang som decimetern.
- 1 centimeter = 1/100 meter
- 1 centimeter = 10 millimeter
- 1 centimeter3 = 1 milliliter

### Millimeter
Millimeter är beteckningen för en tusendels meter och förkortas "mm". Längdenheten, eller delar därav, används normalt som standardmått vid konstruktion och tillverkning.
- 1 millimeter = 1/1000 meter
- 1 millimeter = 1 000 mikrometer
- 1 millimeter3 = 1 mikroliter

### Mikrometer
Mikrometer är beteckningen för 0,000 001 meter och förkortas "µm". Levande celler brukar ha en storlek på ungefär 10 mikrometer.

### Nanometer
Nanometer är beteckningen för en miljarddels meter och förkortas "nm". Längdenheten används för att beskriva bland annat sträckor på molekylnivå och det synliga ljusets våglängder. Integrerade kretsar kan ha komponenter som är mindre än 10 nm. 0,1 nanometer är 1 ångström.

### Pikometer
Pikometer är 10−12 meter. Måttet används för noggranna uppgifter om atomavstånd i kristaller, som är några hundra pikometer.

### Femtometer
Femtometer är 10−15 meter. Måttet används för att beskriva atomkärnornas storlek.

## Legalmeter
En tysk legalmeter eller namibisk meter (förkortas: GLm, GM, Nm) är ett gammalt tyskt längdmått som ännu är i användning inom lantmäteri i Namibia (f d tysk koloni). Legalmetern är 13,596 5 mikrometer längre än 1 standardmeter (avvikelse mindre än 1/70 000 av 1 meter).
(Engelska: German Legal Meter eller Namibian meter; tyska: Legalmeter.)